# Leonard H. Murray
Leonard Hugh Murray (geboren am 26. September 1913 in Evanston, Illinois; gestorben am 20. November 2001 in Minneapolis, Minnesota) war ein amerikanischer Eisenbahnmanager. Er war Präsident der Duluth, South Shore and Atlantic Railroad und der Soo Line Railroad.

## Leben
Leonard H. Murray wurde als Sohn von Albert L. Murray und Estelle A. Matthews geboren. In seiner Jugend beschäftigte er sich mit Taubenzucht.
Er studierte an der University of Minnesota. 1935 erlangte er seinen Bachelor-Abschluss in Politik und Soziologie. Anschließend studierte er an der Law School dieser Universität und erlangte 1938 seinen Abschluss Juris Doctor. Zunächst arbeitete er am Minnesota Supreme Court und war ab 1940 als Anwalt selbstständig. Während des Zweiten Weltkrieges war er von 1942 bis 1944 Leitender Anwalt für Preise beim Office of Price Administration für den Bereich Minnesota. Ab 1944 begann er wieder als Anwalt zu praktizieren und verlegte seinen Schwerpunkt angesichts dessen, dass viele Bahngesellschaft sich in Konkursverwaltung befanden, auf das Konkurs- und Reorganisationsrecht bei Eisenbahngesellschaften.
1949 wurde er zum Assistenten des Präsidenten der Duluth, South Shore and Atlantic Railroad ernannt, die gerade die Reorganisation beendet hatte. 1952 wurde er Vizepräsident und 1958 nach dem Tod von Henry S. Mitchell Präsident dieser Bahngesellschaft. 1954 wurde er außerdem Vizepräsident der reorganisierten Wisconsin Central Railroad. Zusammen mit G. Allan MacNamara (Präsident der Minneapolis, St. Paul and Sault Ste. Marie Railroad) betrieb er die Fusion dieser drei in Kontrolle der Canadian Pacific Railway befindlichen Bahngesellschaften.
Mit der Fusion zur Soo Line Railroad wurde Murray der erste Präsident und Chief Executive Officer dieser Gesellschaft. Im November 1978 übertrug er die Position des Präsidenten an seinen designierten Nachfolger Thomas M. Beckley. Gleichzeitig übernahm er die Funktion des Chairman of the Board. Zum 31. Dezember 1979 trat er von beiden Positionen zurück. Er blieb bis 1983 Mitglied des Aufsichtsrates und leitete das Executive Committee. Während seiner aktiven Amtszeit steigerte er das Ergebnis der Bahngesellschaft und sorgte dafür, dass sie profitabler als der Durchschnitt der anderen Gesellschaften war.
Daneben saß er von 1963 bis 1984 im Aufsichtsrat der Great Northern Insurance Company und der First Bank of Minneapolis. Außerdem war er im Aufsichtsrat der Junior Achievement Association, der Citizen Council of Delinquency and Crime und der Wirtschaftskammer des Großraums Minneapolis.
1971 erhielt er den Outstanding Achievement Award der University of Minnesota.
Er war seit 1940 mit Virginia Patricia Dutcher Murray (1916–2005) verheiratet. Das Paar hatte drei Kinder.